# Wegkapelle Stellveder

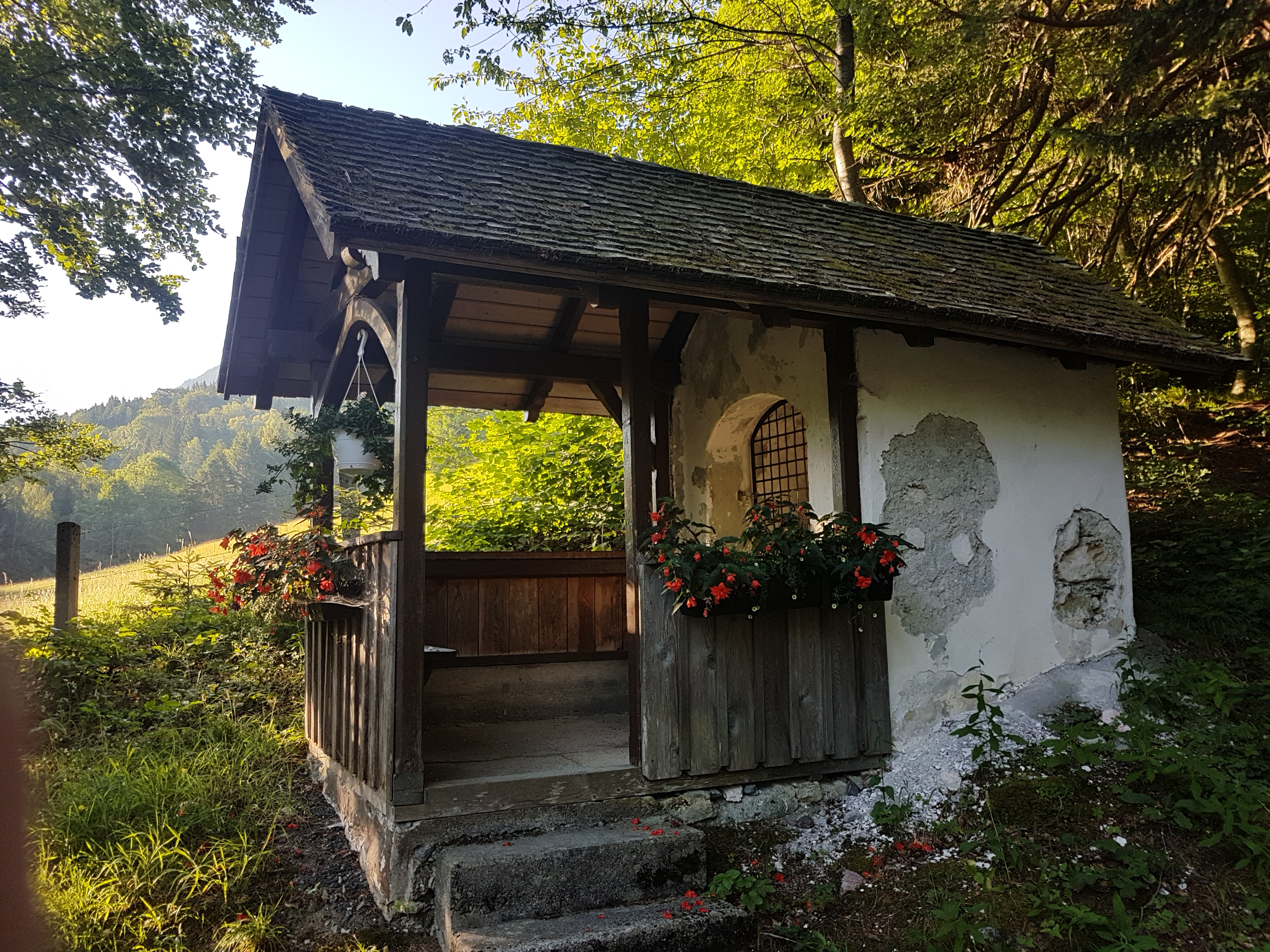
Flur- bzw. Wegkapelle in Stellveder (Nenzing)

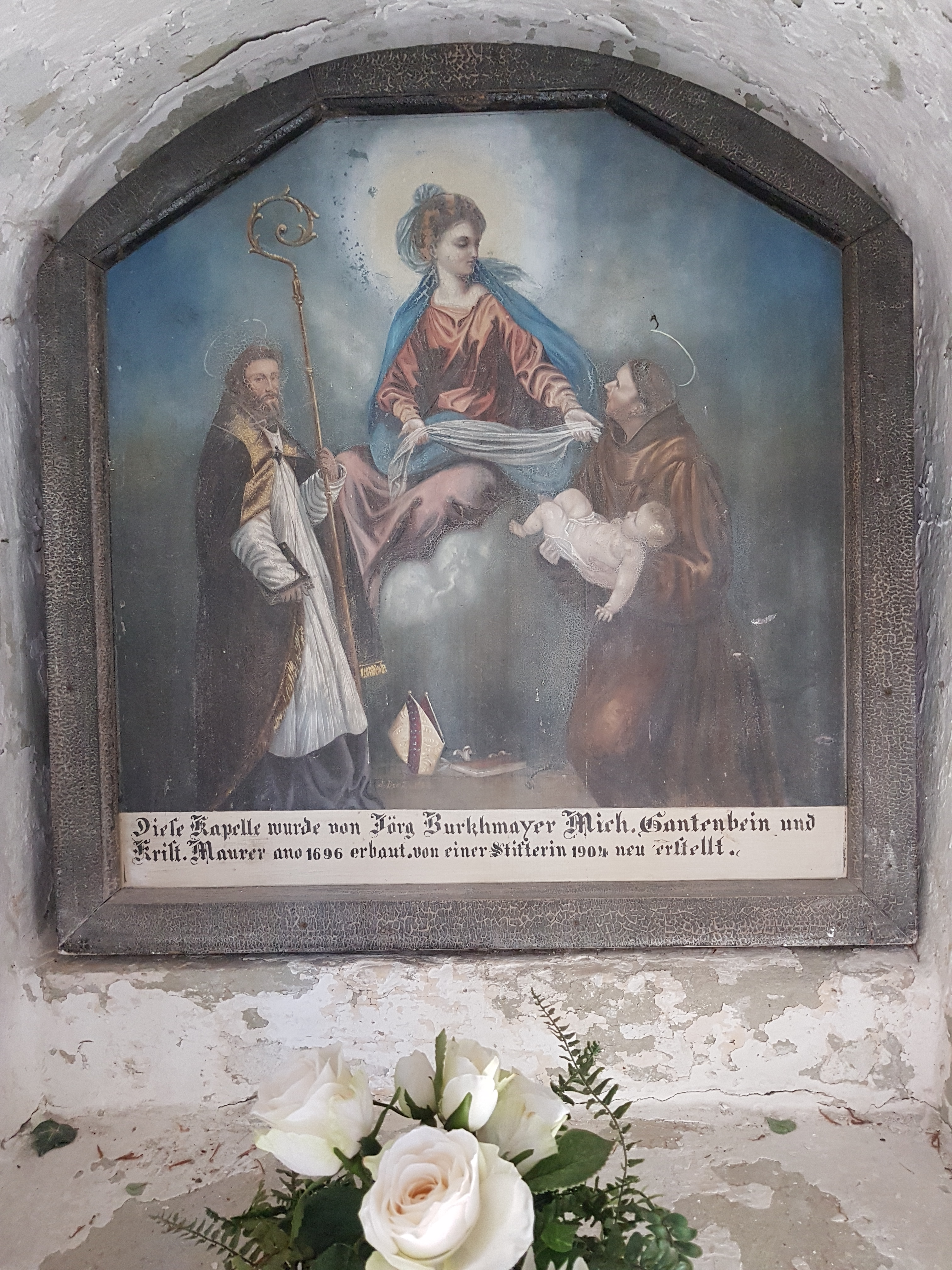
Altarbild der Kapelle

Die römisch-katholische denkmalgeschützte (Listeneintrag) Wegkapelle Stellveder in der Marktgemeinde Nenzing im Bezirk Feldkirch in Vorarlberg gehört zum Dekanat Walgau-Walsertal in der Diözese Feldkirch.

## Lage
Der Kapellenbau (etwa 757 m ü. A.) steht am Gamperdonaweg in der Parzelle Obere Stellveder. Das Bauwerk ist von der Pfarrkirche Nenzing etwa 1650 Meter Luftlinie entfernt.

## Geschichte
Die Kapelle wurde 1696 erbaut und von Jörg Burkhmayer, Mich. Gantenbein und Krist. Maurer gestiftet. 1904 wurde diese Kapelle von einer Stifterin neu erstellt. 2023 wurde die Kapelle umfassend restauriert.

## Gebäude
Der eingeschoßige Bau ist ein nach allen Seiten freistehender Steinbau mit einer rechteckigen Grundform und offenem Holzvorraum in Südwest/Nordost-Ausrichtung mit einem Satteldach. Im Südwesten befindet sich das Altarbild.

## Bibelweg nach Kühbruck

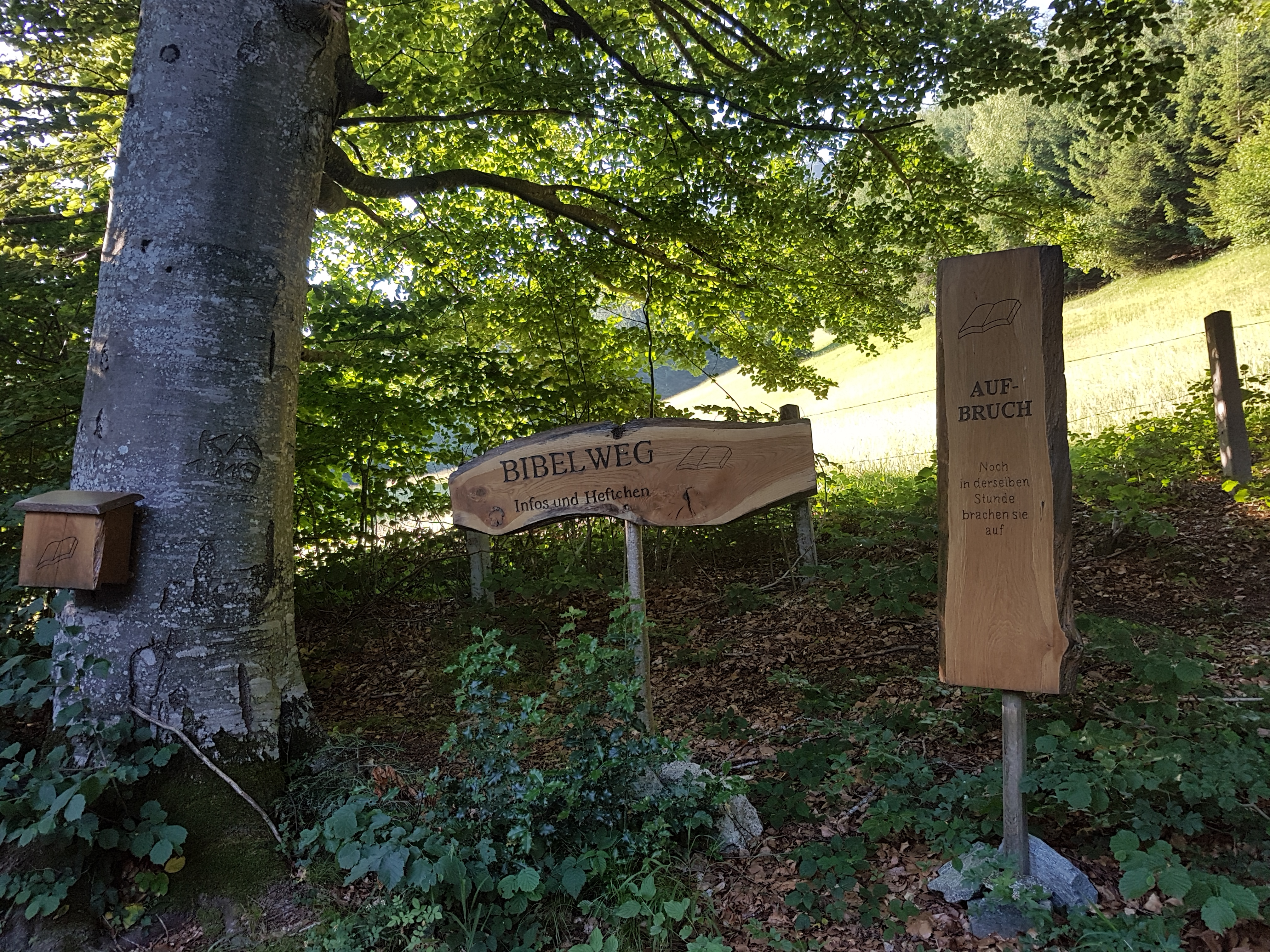
Beginn des Bibelwegs nach Kühbruck in Stellveder

Bei der Wegkapelle beginnt ein Wallfahrtsweg (Bibelweg) nach Kühbruck, zur Kapelle Kühbruck mit neun Stationen. An markante Stellen in der Natur sind zu den örtlichen Gegebenheiten passende Bibelverse, meist aus dem Buch der Psalmen, auf Holztafeln angebracht.